# Explore Scientific
Explore Scientific è un'azienda statunitense fondata da un ex dipendente della Meade Instruments Corporation, Scott Roberts, nel 2008. L'azienda realizza e commercializza telescopi, cannocchiali, binocoli, microscopi ed accessori per l'astronomia come oculari, filtri, adattatori ma anche montature.

## Storia
L'azienda nasce nel luglio 2008. L'anno seguente diventa distributrice per il mercato americano del brand Bresser a seguito di una partnership con la cinese Jinghua Optics Electronics Company (acronimo JOC), proprietaria del marchio Bresser. Nel 2010 la Jinghua Optical Electronics Company acquista la maggior parte delle quote di Explore Scientific, mentre nel 2014 tutte le azioni del brand sono state acquisite dalla statunitense JourneyNorth Inc..
Le fabbriche sono localizzate in Cina e i prodotti distribuiti in tutto il mondo. La sede europea è collocata in Germania.